# Société d'emboutissage et de constructions mécaniques
Pour les articles homonymes, voir Amiot.
La Société d'emboutissage et de constructions mécaniques (SECM), connue également sous le nom de Avions Amiot, est une société de construction aéronautique fondée en 1916 par l'industriel français Félix Amiot.
La société est nationalisée en 1945, et prend le nom des Ateliers Aéronautiques de Colombes. Elle disparaît formellement en 1949 lors de la fermeture de l'usine de Colombes.

## Histoire

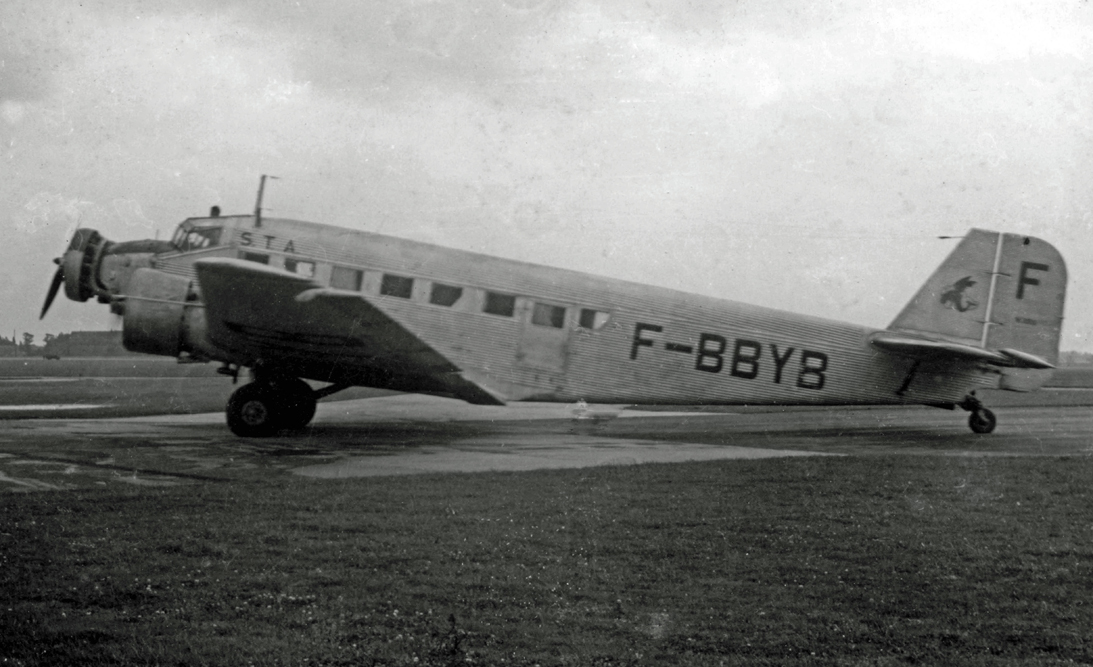
Amiot AAC.1 de la Societe Trans Atlantique (STA) en 1948

Le premier avion de Félix Amiot, le Amiot 01, est construit dans un garage parisien en 1913, mais ce n'est qu'en 1916, lors de la Première Guerre mondiale, qu'il s'implique sérieusement dans la construction. Le ministre de la Guerre accorde un contrat à la SECM (Société d'emboutissage et de constructions mécaniques) qui s'installe avenue des Ternes à Paris. La société SECM fonctionne uniquement en tant que sous-traitant et assembleur, pour Morane-Saulnier, Breguet ou Sopwith.
À la fin 1917, un second atelier est installé à Colombes, le long du boulevard du Havre (aujourd'hui boulevard Charles-de-Gaulle). L'année suivante, les frères Wertheimer entrent au capital de l'entreprise.
En 1919, l'intégralité de l'atelier des Ternes est transféré dans l'usine Colombes. 
En 1921, la SECM lance son bureau d’études et commence à développer de modestes avions de tourisme en parallèle de la fabrication d’avions sous licence - Breguet XIV, XIX, Farman F.50, Dewoitine D1...
En 1926, la SECM produit l’Amiot 120 dont le dérivé militaire, l’Amiot 122, est le premier de la firme à être commandé en série par l’Armée. Ce modèle s’illustre en 1927 et 1928 par la réussite de différents raids - circuit de la Méditerranée et circuit saharien - et une double tentative de traversée de l’Atlantique en 1928 et 1929 tentée par un équipage polonais - Idzikowski (en) et Kubala - sur un Amiot 123.  
En 1928, pour accroître son activité, Félix Amiot rachète la firme des hydravions Latham implantée à Caudebec-en-Caux en Normandie.
En 1929, le gouvernement forme la Société générale aéronautique (SGA) en fusionnant plusieurs avionneurs autour de Lorraine-Dietrich. Les frères Wertheimer et Amiot, de même que les actionnaires, récupèrent des dividendes impressionnants. Mais en 1934, la SGA fait faillite. Pour éviter le scandale politico-militaire, l’État autorise Amiot et Bloch à racheter l’entreprise à bas prix. Amiot et les frères Wertheimer récupèrent ainsi la SECM. 
En 1937, la SECM est partiellement nationalisée : le site de Colombes est conservé, celui de Caudebec-en-Caux passe sous le contrôle de l’État et devient un site de la SNCAN. Pour compenser la perte, Félix Amiot installe en 1938 une nouvelle usine à Cherbourg. 
En plus de SGA et des œuvres originales de SECM-Amiot au Bourget, Amiot contrôle la CAN (Chantiers aéronautiques de Normandie) à Cherbourg. Dans les premières phases du réarmement, Amiot remporte un succès considérable avec l'Amiot 143, largement considéré comme l'un des appareils les plus laids, avec son contemporain le Potez 542, à avoir volé.
Alors que le rythme du réarmement augmente à la fin des années 1930, Amiot remporte un nouveau succès, cette fois avec le bombardier Amiot 354. Avec l'armistice en juin 1940, Amiot et 3000 de ses ouvriers s'installent en zone libre, où il établit une nouvelle usine à Marseille. 
Pendant la guerre, Amiot coopère avec les occupants allemands pour protéger ses intérêts et ceux des Wertheimer, exilés alors aux États-Unis. Amiot devient sous-traitant de la société Junkers, construisant 370 avions à l'usine de Colombes. En 1945, la société est nationalisée et devient les Ateliers Aéronautiques de Colombes (AAC), tandis que Félix Amiot conserve son usine de Cherbourg, qui deviennent les Constructions mécaniques de Normandie. La production du trimotor Junkers Ju-52 se poursuit sous la désignation AAC.1 Toucan. Plus de 400 unités sont construites pour l'armée française et pour les compagnies aériennes en France et ses territoires d'outre-mer.
En 1947, la société est regroupée à la SNCAC. L'usine de Colombes est finalement fermée en 1949, puis vendue à l'Armée de l'air qui n’occupera qu’une partie des locaux pour le stockage de matériels.

## Avions
- SECM 20 Lutèce (biplace pour le tourisme)
- SECM 21 (biplace pour le tourisme)
- SECM 22 (biplace pour le tourisme, réalisé en trois exemplaires)
- SECM 23 (trois places pour la photogrammétrie aérienne et le transport de personnes, 1 exemplaire réalisé)
- SECM 24 (avion d'entraînement, un construit)
- SECM 25 (avion d'entraînement, non réalisé)
- SECM 26 (avion d'entraînement militaire, un exemple produit)
- SECM 100 (biplace par bombardement nocturne, un fait)
- SECM 120 (biplace par bombardement nocturne, trois exemplaires réalisés)
- Amiot 110 - 1928
- Amiot 110-S (hydravion) - 1931
- Amiot 120 Series - 1925
- Amiot 140/150 Series - 1931
- Amiot 340/350 Series - 1940
- Amiot AAC.1 Toucan - (Junkers Ju 52)